# حنوت وعتي
حنوت وعتي أو تاحنوت وعتي، هي ملكة مصرية قديمة غير حاكمة أو زوجة ملك عاشت خلال عهد الأسرة العشرين، وهي زوجة الملك رعمسيس الخامس.
وقد جا ذكر الملكة حنوت وعتي في بردية ويلبور، التي هي وثيقة مؤرخة بعهد الملك رعمسيس الخامس واستناداً إلى هذه الوثيقة يعتقد أن حنوت وعتي زوجة لهذا الملك، ولكن من الممكن أن تكون راجعة لفترة سابقة عليه.